# Malte Rubach
Malte Jörn Rubach (* 1980) ist ein deutscher Ernährungswissenschaftler und Sachbuchautor.

## Ausbildung
Rubach studierte Ernährungswissenschaften. Am Leibniz-Institut für Lebensmittelsystembiologie an der Technischen Universität München schrieb er seine Doktorarbeit über die Wirkung von Kaffee auf die Magensäuresekretion.

## Leben
Malte Rubach wohnt in München und ist mit der Kommunikationswissenschaftlerin Marjorie Rubach verheiratet. Beide sind Co-Geschäftsführer der M.R. Expert GbR.

## Wissenschaftliche Tätigkeit
2012 wechselte Rubach an das in diesem Jahr gegründete „Kompetenzzentrum für Ernährung in Bayern“ (KErn). Später arbeitete er für das Bayerische Staatsministerium für Ernährung, Landwirtschaft, Forsten und Tourismus.

## Öffentlichkeitsarbeit und Positionen
Rubach leistete Öffentlichkeitsarbeit für das KErn und gibt seit den 2010er Jahren Interviews für die Presse; seine Expertenstatements finden sich u. a. in der New York Times, der FAZ, dem Focus, bei The Pioneer oder anderen Medien. Interviews gibt er zudem für verschiedene Publikationen von industrienahen Vereinigungen, der Gastronomie-Wirtschaft und ausgewählten Lebensmittelproduzenten (Milch, Tierfutter, Rinderzucht/Fleisch). Darüber hinaus hält er jenseits seiner Buchvorstellungen Vorträge – vorwiegend für Veranstaltungen landwirtschaftlicher Organisationen oder der Ernährungsindustrie.
Rubach postuliert, dass eine klimafreundliche Ernährung keinen großen Verzicht auf Fleisch voraussetze. Eine stärkere Betonung pflanzlicher Lebensmittel in Deutschland ginge mit einer größeren ökologischen Belastung und zwingend größeren gesundheitlichen Risiken einher als ein omnivores Ernährungsmuster. Die Planetary Health Diet wertet er als unrealistisch. Für eine adäquate Zufuhr von Proteinen sowie vielen Mikronährstoffen (z. B. Vitamin B12, Kalzium, Iod) seien hingegen Milchprodukte unentbehrlich.

## Kritik
Verbände und andere Organisationen der tierverarbeitenden Lebensmittelindustrie loben Rubachs Positionen und Publikationen als fundierte Analyse mit „Argumentationshilfen für Landwirte“.
Andere Rezensenten werfen Rubach vor, tierische Lebensmittel aus ökologischer, ethischer und gesundheitlicher Sicht zu verharmlosen und pflanzliche Lebensmittel zu Unrecht zu diskreditieren. Das Buch „Die Ökobilanz auf dem Teller“ bewertet Björn Lohmann für Spektrum der Wissenschaft als irreführend und enttäuschend aufgrund der „Auslassungen, Gewichtungen und ideologisch motivierten Fehlinterpretationen“.
Kritiker Rubachs bemerken zudem, er werfe seinen Diskursgegnern wirtschaftliche Interessen vor, sei aber selbst seit vielen Jahren durch seine Referententätigkeit (etwa für die Milchindustrie) mit Interessenskonflikten behaftet. Auch sein Beschäftigungsverhältnis mit dem Bayrischen Landwirtschaftsministerium wird als nicht deklarierter Interessenskonflikt kritisiert.

## Schriften
- Studien zum Einfluss von Kaffeegetränken und ausgewählten Inhaltsstoffen auf die Regulation der Magensäuresekretion. Zugl.: München, Univ., Diss., 2009. Dt. Forschungsanst. für Lebensmittelchemie, Garching 2009, ISBN 978-3-938896-30-3.
- Gesund mit Kaffee. Belebend und vorbeugend – Mythen und Fakten; mit Anwendungen und Rezepten. Herbig, München 2015, ISBN 978-3-7766-2761-9.
- Plädoyer für die Milch. Herbig, München 2016, ISBN 978-3-7766-2783-1.
- Gesund mit Reis. Nährstoffreich und sättigend – stoffwechselanregend – antioxidativ. Herbig, München 2016, ISBN 978-3-7766-2795-4.
- Die Ich-Ernährung. Ohne Diät gesund und glücklich. Herbig, München 2017, ISBN 978-3-7766-2801-2.
- Kaffee-Apotheke. Die Bohne für mehr Gesundheit. Knaur MensSana, München 2019, ISBN 978-3-426-65844-4.
- Das Geheimnis des gesunden Alterns. Die Essenz aller wissenschaftlichen Studien; mit vielen praktischen Anwendungen. Knaur MensSana, München 2020, ISBN 978-3-426-65862-8.
- Die Ökobilanz auf dem Teller. Wie wir mit unserem Essen das Klima schützen können. Hirzel, Stuttgart 2020, ISBN 978-3-7776-2876-9.
- Magic Eating. So organisieren Sie Ihren Kühlschrank, verändern Ihr Essverhalten und leben gesund. Knaur MensSana, München 2021, ISBN 978-3-426-65890-1.
- 88 Ernährungs-Mythen. Was Sie über Ihr Essen wissen sollten. Knaur MensSana, München 2022, ISBN 978-3-426-65905-2.
- Warum es uns kümmern sollte, wenn in China ein Sack Reis umfällt. Die Ernährung der Zukunft. Hirzel, Stuttgart 2024, ISBN 978-3-7776-3414-2.
- Die größten plant-based Ernährungs-Mythen. Warum Veganer nicht immer recht haben, aber manchmal eben doch. Knaur MensSana, München 2024, ISBN 978-3-426-44924-0.